# جرج گرگوری (بازیکن فوتبال)
جرج گرگوری (انگلیسی: George Gregory؛ زادهٔ ۱۸۷۳) بازیکن فوتبال است.
از باشگاه‌هایی که در آن بازی کرده‌است می‌توان به باشگاه فوتبال گریمزبی تاون اشاره کرد.